# Municipio Poopó
Das Municipio Poopó ([po.o.ˈpo]) ist ein Verwaltungsbezirk im Departamento Oruro im Hochland des südamerikanischen Anden-Staates Bolivien.

## Lage im Nahraum
Das Municipio Poopó ist eines von drei Municipios in der Provinz Poopó und grenzt im Nordosten an die Provinz Pantaleón Dalence, im Nordwesten an die Provinz Cercado, im Südwesten an das Municipio Pazña und im Südosten an das Municipio Antequera.
Der zentrale Ort des Municipios ist die Ortschaft Poopó mit 3618 Einwohnern (2012) im zentralen Teil des Municipios.

## Geographie
Das Municipio Poopó liegt am östlichen Rand des bolivianischen Altiplano vor der Cordillera Azanaques, die ein Teil der Gebirgskette der Cordillera Central ist. Das Klima ist ein typisches Tageszeitenklima, bei dem die Temperaturschwankungen im Tagesverlauf stärker ausfallen als im Jahresverlauf.
Die mittlere Durchschnittstemperatur der Region liegt bei etwa 8 °C (siehe Klimadiagramm) und schwankt zwischen 3 °C im Juni und Juli und 11 °C von November bis März. Der Jahresniederschlag beträgt etwa 350 mm, bei einer ausgeprägten Trockenzeit von April bis Oktober mit Monatsniederschlägen unter 10 mm, und nennenswerten Niederschlägen nur von Dezember bis März mit 50 bis 90 mm Monatsniederschlag.

## Bevölkerung
Die Einwohnerzahl des Municipios Poopó ist zwischen 1992 und 2024 um zwei Drittel angewachsen:
| Jahr | Einwohner | Quelle       |
| ---- | --------- | ------------ |
| 1992 | 5886      | Volkszählung |
| 2001 | 6163      | Volkszählung |
| 2012 | 7587      | Volkszählung |
| 2024 | 9220      | Volkszählung |

Die Bevölkerungsdichte des Municipios bei der Volkszählung 2024 betrug 13,4 Einwohner/km², der Anteil der städtischen Bevölkerung ist 0 Prozent. Die Lebenserwartung der Neugeborenen lag im Jahr 2001 bei 57,6 Jahren.
Der Alphabetisierungsgrad bei den über 19-Jährigen beträgt 76 Prozent, und zwar 94 Prozent bei Männern und 60 Prozent bei Frauen. (2001)

## Politik
Ergebnis der Regionalwahlen (concejales del municipio) vom 4. April 2010:
| Wahl- berechtigte |  | Wahl- beteiligung | gültige Stimmen |  | MAS-IPSP | FPV    | UN     | MSM    |
| ----------------- |  | ----------------- | --------------- |  | -------- | ------ | ------ | ------ |
| 2.891             |  | 2.585             | 1.761           |  | 719      | 596    | 225    | 221    |
|                   |  | 89,4 %            | 68,1 %          |  | 40,8 %   | 33,8 % | 12,8 % | 12,5 % |

Ergebnis der Regionalwahlen (elecciones de autoridades políticas) vom 7. März 2021:
| Wahl- berechtigte |  | Wahl- beteiligung | gültige Stimmen |  | MAS-IPSP | PP      | BST     | UN SOL PARA ORURO | MTS    | C-A    |
| ----------------- |  | ----------------- | --------------- |  | -------- | ------- | ------- | ----------------- | ------ | ------ |
| 4.039             |  | 3.633             | 3.006           |  | 1.755    | 461     | 407     | 205               | 57     | 44     |
|                   |  | 89,95 %           | 82,74 %         |  | 58,38 %  | 15,34 % | 13,54 % | 6,82 %            | 1,90 % | 1,46 % |

## Gliederung
Das Municipio Poopó unterteilt sich in die folgenden drei Kantone (cantones):
- 04-0601-01 Kanton Poopó – 70 Ortschaften – 5.901 Einwohner
- 04-0601-02 Kanton Venta y Media – 25 Ortschaften – 1.260 Einwohner
- 04-0601-03 Kanton Coripata – 13 Ortschaften – 426 Einwohner

## Ortschaften im Municipio Poopó
- Kanton Poopó
  - Poopó 3618 Einw.

- Kanton Venta y Media
  - Venta y Media 417 Einw.

## Verkehr
Der Bahnhof Poopó liegt an der Bahnstrecke Antofagasta–La Paz.